# Lavincourt
Lavincourt ist eine französische Gemeinde mit 71 Einwohnern (Stand: 1. Januar 2022) im Département Meuse in der Region Grand Est (bis 2015 Lothringen). Sie gehört zum Arrondissement Bar-le-Duc, zum Kanton Ancerville und zum 2016 gegründeten Gemeindeverband Portes de Meuse.

## Geografie
Die Gemeinde wird von der Saulx, einem Nebenfluss der Marne, durchquert. Umgeben wird Lavincourt von den Nachbargemeinden Bazincourt-sur-Saulx im Norden, Montplonne im Nordosten, Stainville im Südosten, Aulnois-en-Perthois im Südwesten sowie Rupt-aux-Nonains im Westen.

## Bevölkerungsentwicklung
| Jahr                       | 1962 | 1968 | 1975 | 1982 | 1990 | 1999 | 2006 | 2013 | 2019 |
| Einwohner                  | 94   | 80   | 71   | 75   | 71   | 61   | 70   | 69   | 72   |
| Quellen: Cassini und INSEE |      |      |      |      |      |      |      |      |      |

## Sehenswürdigkeiten
- Kirche Saint-Louvent, ursprünglich im 12. Jahrhundert errichtet, im 17. und 18. Jahrhundert umgestaltet
- Gewölbe des Schlosses von Lavincourt

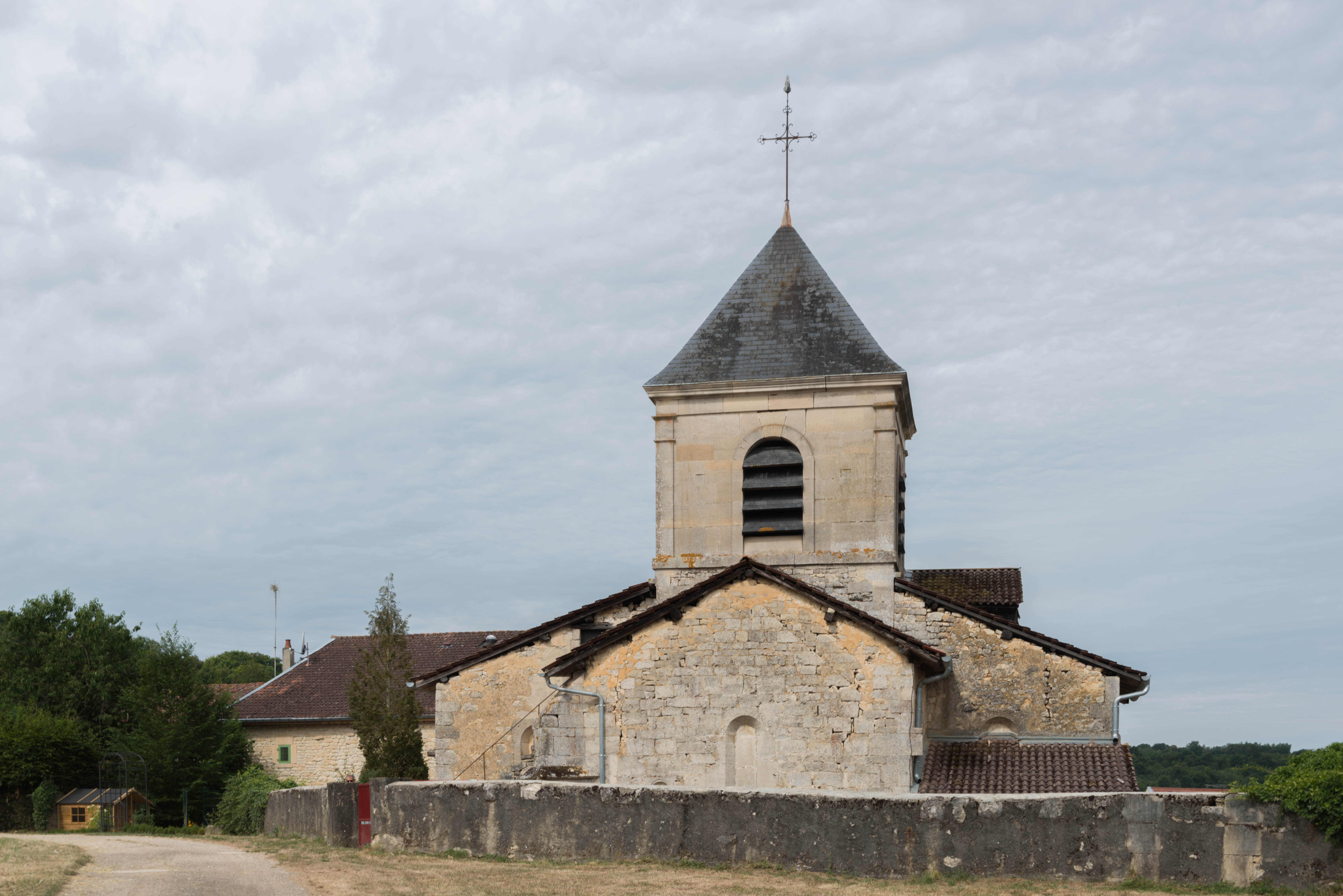
Kirche Saint-Louvent
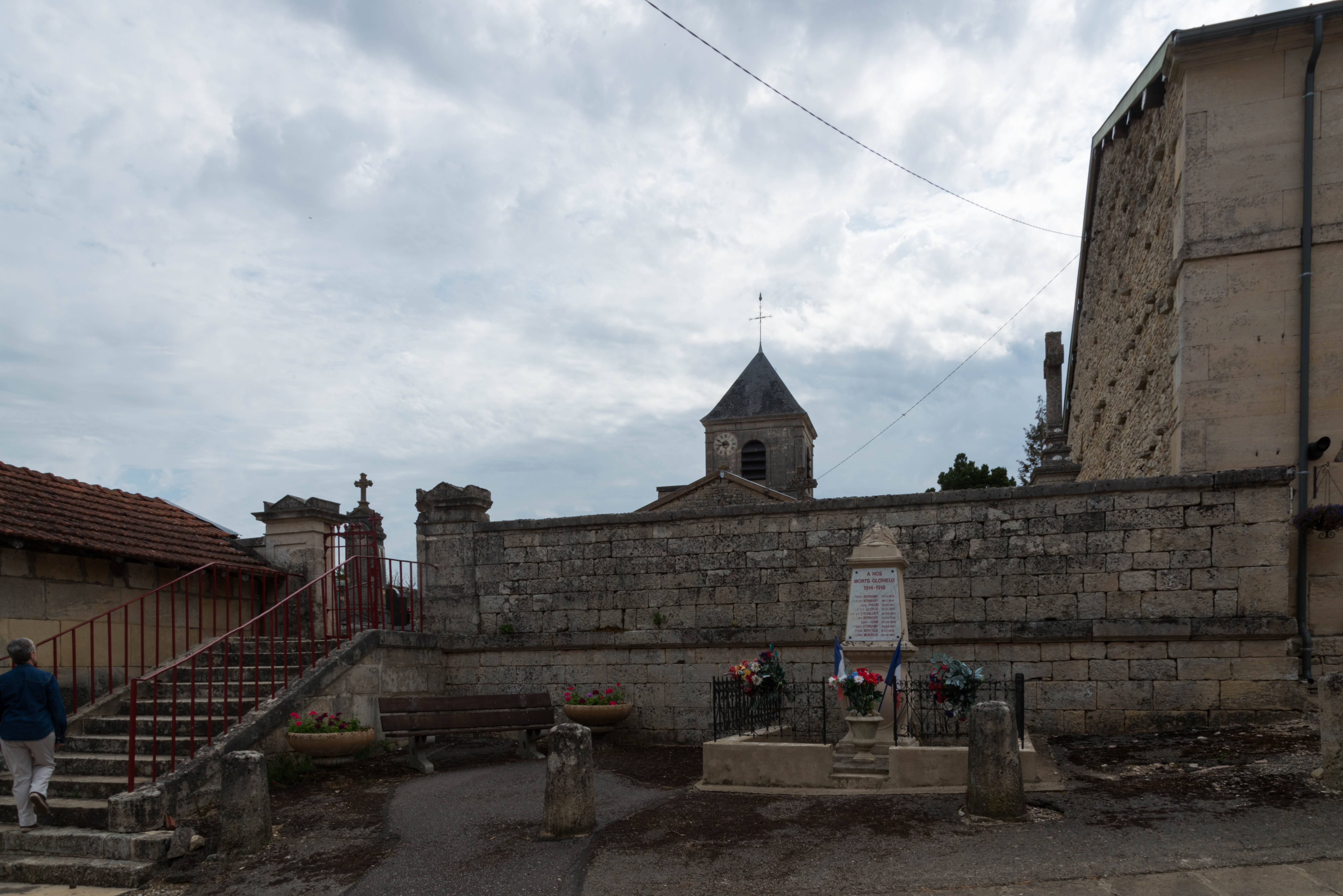
Gefallenendenkmal
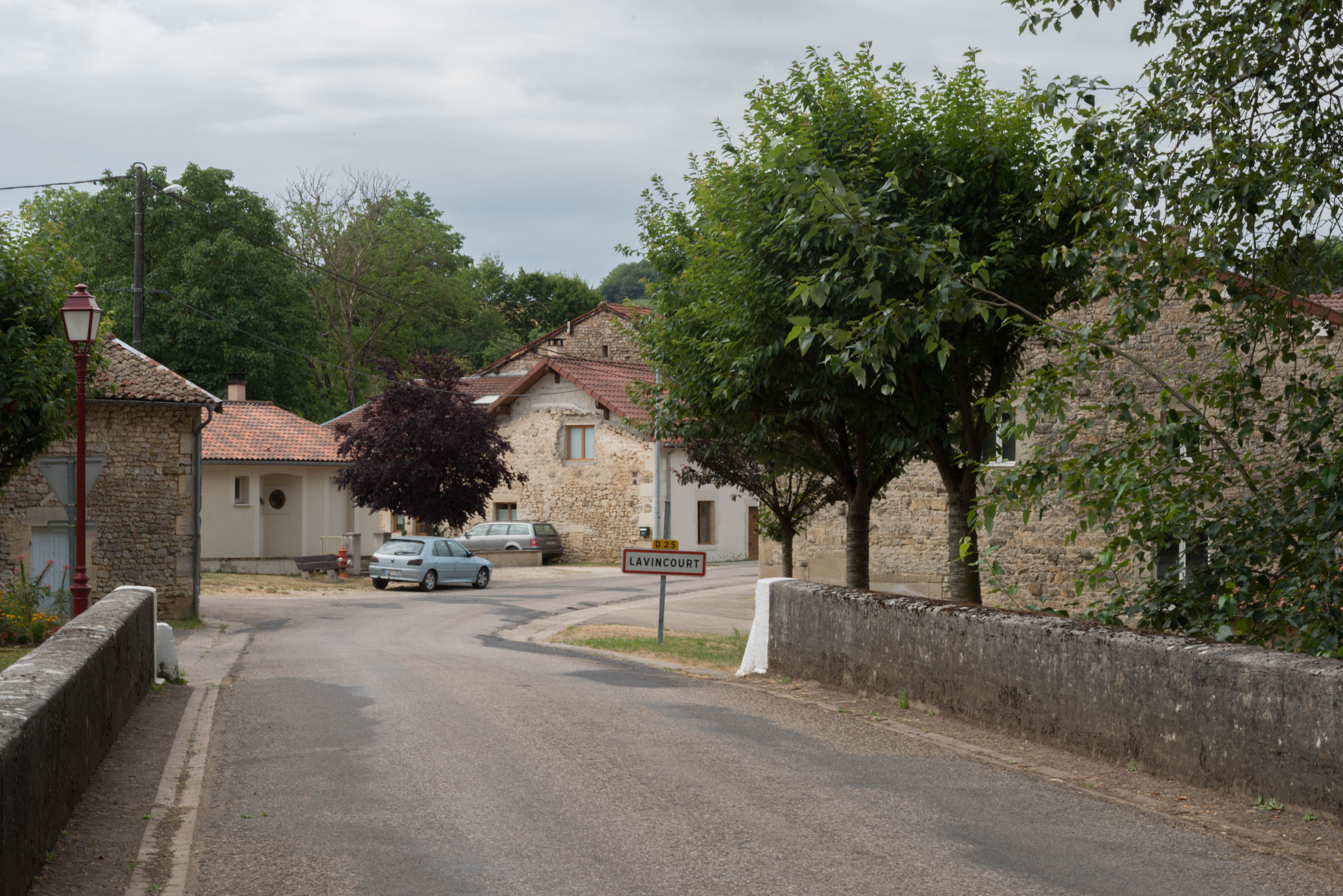
Brücke über die Saulx